# Quartz Hills
Die Quartz Hills sind eine bogenförmige Gruppe von hauptsächlich eisfreien Hügeln und Berggipfeln im westantarktischen Marie-Byrd-Land. Sie ragen unmittelbar südlich des Colorado-Gletschers entlang der Westflanke des Reedy-Gletschers auf.
Der United States Geological Survey kartierte sie anhand eigener Vermessungen und mithilfe von Luftaufnahmen der United States Navy aus den Jahren von 1960 bis 1964. Die Benennung erfolgte auf Vorschlag des Geologen John H. Mercer (1922–1987) von der Ohio State University, der diese Hügel von 1964 bis 1965 im Rahmen des United States Antarctic Research Program erkundete. Namensgebend sind die hier anzutreffenden oberflächlichen Lagerstätten aus Rosenquarz.